# Coppa Sabatini 1980
La Coppa Sabatini 1980, ventottesima edizione della corsa, si svolse l'8 agosto 1980 su un percorso di 225 km. La vittoria fu appannaggio dell'italiano Gianbattista Baronchelli, che completò il percorso in 6h11'00", precedendo i connazionali Giuseppe Saronni e Francesco Moser.

## Ordine d'arrivo (Top 10)
| Pos. | Corridore                | Squadra              | Tempo    |
| ---- | ------------------------ | -------------------- | -------- |
| 1    | Gianbattista Baronchelli | Bianchi              | 6h11'00" |
| 2    | Giuseppe Saronni         | Gis                  | a 0'10"  |
| 3    | Francesco Moser          | Sanson               | a 0'12"  |
| 4    | Roberto Ceruti           | Gis                  | a 0'15"  |
| 5    | Pierino Gavazzi          | Magniflex-Olmo       | s.t.     |
| 6    | Corrado Donadio          | Famcucine-Campagnolo | s.t.     |
| 7    | Claudio Corti            | San Giacomo          | s.t.     |
| 8    | Alfredo Chinetti         | Inoxpran             | s.t.     |
| 9    | Mario Beccia             | Hoonved-Bottecchia   | s.t.     |
| 10   | Giovanni Battaglin       | Inoxpran             | s.t.     |